# بيتر ماكديرموت
بيتر ماكديرموت (27 يناير 1996 - ) (بالإنجليزية: Peter McDermott)‏ هو لاعب كريكت بريطاني. لعب مع Leeds/Bradford MCC University ‏.

## وصلات خارجية
- بيتر ماكديرموت على موقع إي آس بي آن كريك إنفو (الإنجليزية)